# Lipotriches mollis
Lipotriches mollis är en biart som först beskrevs av Smith 1879.  Lipotriches mollis ingår i släktet Lipotriches och familjen vägbin. Inga underarter finns listade i Catalogue of Life.